# Teatro Princesa Grace
El Teatro Princesa Grace (en francés: Théâtre Princesse Grace) es el teatro principal del Principado de Mónaco.
La construcción del teatro se inició bajo los auspicios de la Société des Bains de Mer en 1930 para construir un teatro y un cine en el Principado de Mónaco. La obra fue encargada al arquitecto François-Joseph Bosio. El 4 de febrero de 1931 el cine fue inaugurado en presencia del príncipe Luis II y su esposa. En 1932 el teatro fue abierto y en 1983 el teatro fue renombrado en honor de la princesa Gracia Patricia.